# Codex Hammurabi

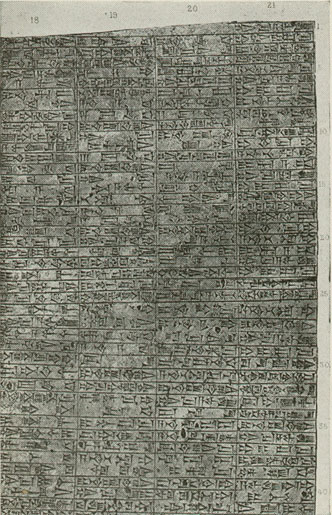
Een inscriptie van de Codex Hammurabi

De Codex Hammurabi, samengesteld in ca. 1780 v.Chr., ook bekend als de code van Hammurabi is een van de oudste tot dusver gevonden opgetekende wetboeken en een van de best bewaarde voorbeelden van wettenverzamelingen uit het antieke Mesopotamië. De tekst is casuïstisch, dat wil zeggen dat het individuele gevallen of casussen behandelt volgens een patroon 'als ..., dan ...' en de teksten zijn geschreven in volkstaal, vermoedelijk op de manier waarop in de praktijk recht werd gesproken, begrijpelijk voor het gewone volk (de muskinu). De regels zijn vastgehouden in spijkerschrift en de gevallen zijn gegroepeerd.
De codex van Hammurabi, koning van Babylonië (1792–1750 v.Chr.), is van groot belang geweest om tot een meer systematische studie te komen van het Babylonisch recht. Ook geven de teksten inzicht in de manier waarop samenleving en economie waren georganiseerd. Andere verzamelingen van wetten zijn de nog oudere Codex Ur-Nammu (ca. 2050 v.Chr.), de Codex Esnunna (ca. 1930 v.Chr.) en de Codex Lipit-Isjtar (ca. 1870 v.Chr.). Naast de granieten zuilen zijn er duizenden bewijzen van afspraken en contracten bewaard gebleven. Veel rechtsbeginselen uit deze codex komen later terug in de Bijbel en de Koran, zoals het principe "oog om oog, tand om tand" (ius talionis). Sommige rechtsfiguren belandden via het Romeinse recht in nu geldend Nederlands recht zoals bijvoorbeeld bewijsrecht, verkrijgende verjaring en vruchtgebruik. 
Aanvankelijk werd gedacht dat de tekst een codificatie was van bestaande regels, vergelijkbaar met bijvoorbeeld de Codex Justinianus,  Saksenspiegel of Code Napoléon. Deze opvatting staat ter discussie. Meerdere wetenschappers zijn hier niet van overtuigd, onder meer omdat belangrijke zaken uit de toenmalige samenleving niet behandeld worden. Zo komt veeteelt slechts zijdelings ter sprake. Daarnaast wordt er in geen enkele juridische tekst van die tijd verwezen naar de codex. Over wat de tekst dan wel is, verschillen de meningen eveneens. Enerzijds wordt gedacht dat het een wetenschappelijke verhandeling is, anderzijds wordt wel gesteld dat het koninklijke propaganda is waarmee Hammurabi zichzelf neerzette als koning van de rechtvaardigheid op wie men kon vertrouwen als men onrecht was aangedaan.
De bekendste versie van de teksten is gegraveerd in spijkerschrift op een 2,25 meter hoge zuil van basalt. De zuil werd in 1901 door de Franse archeoloog Jacques de Morgan gevonden op de site van Susa in de bergen van Perzië, in drie delen gebroken. Sinds de restauratie wordt de pilaar tentoongesteld in het Louvre-museum in Parijs. Deze zuil zelf draagt eveneens de naam 'Codex Hammurabi', hetgeen voor verwarring kan zorgen.

## Beschrijving
De Codex is een van de eerst bekende wetboeken in onze geschiedenis.
Hij is ongeveer 1780 v. Chr. samengesteld. In de proloog wordt aangegeven dat het doel is rechtvaardigheid te laten zegevieren, het boze en het kwade te vernietigen en te voorkomen dat de sterken de zwakken onderdrukken zodat de koning als wijze bestuurder de burgers veiligheid kan brengen en de welvaart voor het land kan verhogen. 

## Belangrijke passages
De wetteksten beginnen met regels voor het procesrecht, de zware misdrijven en straffen. De gerechtshoven hadden het recht om zaken af te wijzen, waarna de betrokkenen hun conflict zelf moesten beslechten.
- Wie een ander van een zwaar misdrijf beschuldigt maar dat niet kan bewijzen, of valse bewijzen of getuigenissen gebruikt, wordt zwaar bestraft: de aanklager wordt ter dood gebracht.
- Wie een ander beschuldigde en zijn beschuldiging kon bewijzen, kreeg een financiële beloning.
- Aanklachten wegens tovenarij waren ook ernstig. De beschuldigde wordt onderworpen aan een godsoordeel: hij werd in het water gegooid. Als hij verdronk was zijn schuld bewezen, en de aanklacht terecht. Mocht hij het overleven, dan verloor de aanklager zijn eigen bezit. Dit soort godsoordelen was niet alleen in Babylon bekend.
- Meineed was een ander misdrijf dat met de dood werd bestraft. Als bewijzen golden de procesverslagen, de verklaringen van getuigen en de afgelegde eed.
- Ook de rechters konden bestraft worden. Indien een rechter een rechtsgeldig oordeel achteraf herzag, verloor hij zijn post en moest hij een geldstraf betalen. Dit gold waarschijnlijk echter alleen voor rechters die zich lieten omkopen.
- Ook werden eigendom en bezit geregeld. Naast het bezit van de koning en de tempels werd ook het bezit van kleine boeren en hun familie, levend op het land van de koning, beschermd. Een man kon zijn grond en huis aan vrouw en dochter in eigendom toewijzen.
- De straffen voor diefstal en helen van eigendom van de koning waren draconisch. Daarvoor kon de doodstraf worden gegeven.
- Wie iemand van diefstal beschuldigde, zonder het te kunnen bewijzen, werd ook tot de doodstraf veroordeeld.

De rechters maakten in hun oordelen onderscheid tussen de koning en de tempel enerzijds en de overige bewoners anderzijds.
- De dief kreeg een hogere straf voor diefstal van de koning of de tempel dan bij diefstal van een "gewoon" mens.

Gelijkheid voor de wet gold dus niet voor iedereen, ondanks de aankondiging in de proloog.

### De soldaten
Het volgende gedeelte behandelt de wetten die het leven van soldaten regelen. De soldaten kregen van Hammurabi land toegewezen, zodat ze van de opbrengsten van de oogst in hun levensonderhoud konden voorzien.
- De soldaat was verplicht gehoor te geven aan een mobilisatieoproep. Als hij niet kwam opdagen of een vervanger stuurde, omdat hij zijn land nog wilde bewerken, werd de soldaat ter dood veroordeeld.

Omdat oorlogen lang konden duren en de soldaten dan van huis waren, was het vaak niet mogelijk voor soldaten om hun akkers te bewerken. Daarom werd hun land tijdens hun afwezigheid overgedragen aan iemand anders om het werk voor hen te doen.
Keerde de soldaat na een jaar terug, dan kreeg hij zijn land terug.
Dwongen de krijgshandelingen de soldaat echter om langer weg te blijven, dan verloor hij na drie jaar afwezigheid zijn rechten op het land.
Anders was het wanneer de soldaat een zoon met het bewerken van de velden kon belasten, dan bleef het land in zijn bezit.
- Een krijgsman die gevangengenomen werd, kon vrijgekocht worden. Hij kon daarvoor zaken uit zijn huis als losgeld aanbieden. De velden, de tuin en het huis zelf konden echter niet als losgeld gebruikt worden.

Zo kon de vrijgelaten soldaat met deze bezittingen nog steeds in zijn levensonderhoud voorzien.
Ook kooplieden of de tempel konden soldaten vrijkopen en kregen het bestede geld van de koning terug.

### De boeren en herders
Ook boeren hadden allerlei plichten en rechten. De landbouwproductie was van levensbelang voor Babylonië, daarom waren vaste regels opgesteld die eigendom, huur en een ordentlijke bewerking van de akkers regelden en de verdeling van de opbrengsten.
- Als een pachter zijn werk verwaarloosde (bijvoorbeeld door irrigatiekanalen of dijken niet te onderhouden), met een misoogst tot gevolg, dan werd hij veroordeeld tot betaling van een bepaalde hoeveelheid gerst. Bovendien moest het betrokken veld teruggegeven worden aan de eigenaar.
- Als de oogst door natuurgeweld vernietigd werd, deelden de pachter en de eigenaar de overgebleven oogst volgens de vastgelegde pachtsom. De pachtsom varieerde tussen een derde en de helft van de oogst.
- Als een boer een lening heeft opgenomen en daarvoor betaalt met graan en de oogst mislukt, hoeft in dat jaar niet voor de lening te worden betaald.

### Verhuur
Niet alleen velden en tuinen konden verhuurd worden, ook woningen duiken in de gevonden documenten op als verhuurbare objecten. Ook voor deze huurovereenkomsten liet Hammurabi regels opstellen. De overeenkomsten hadden vaak een looptijd van één jaar. De huur werd op twee manieren betaald, ofwel werd aan het begin van het jaar een aanbetaling gedaan met het restant te voldoen aan het einde van het jaar, ofwel men betaalde pas aan het einde van het jaar de volledige huur. De huurders hadden zorg te dragen voor een onberispelijke toestand van het huis; reparaties moesten uitgevoerd worden, bij beschadigingen moest de verhuurder schadeloos worden gesteld.
Huizen bestonden in die tijd voornamelijk uit leem, hout was zeer schaars. Indien het huis houten onderdelen bevatte, dan werden deze uitdrukkelijk in het huurcontract vermeld. Daarvoor moest dan extra betaald worden. Behoorden de houten onderdelen toe aan de huurder, dan kon de huurder deze bij vertrek meenemen. Huurders en verhuurders stonden ook toen vaak op gespannen voet met elkaar, getuige de vele gerechtelijke documenten over huurconflicten.

### Kooplieden
De bepalingen over de bedrijvigheden van kooplieden waren ten dele zeer hard. Kooplieden stuurden gewoonlijk agenten op handelsreizen naar verre landen. In opdracht van een koopman kochten of verkochten ze goederen. De agenten werden "beursdragers", Shamallum, genoemd, en zij konden een deel van de winst van een expeditie zelf houden. De winsten van dergelijke bedrijven konden hoog oplopen. Als een agent geen winst behaald had, moest hij de koopman het dubbele van het toevertrouwde geld of goederen als straf terugbetalen. De straf was zo hoog omdat de agent in zulke gevallen van bedrog verdacht werd. Er was ook een regel voor het geval de koopman zijn "beursdrager" onterecht beschuldigde van oplichting. De koopman moest in zulke gevallen het zesvoudige van het ingezette kapitaal aan de agent betalen.

### Herbergiersters
Naast de kooplieden werden ook houdsters van taveernes streng behandeld onder de wet, wanneer ze in strijd met de bepalingen handelen. Herbergen en hun waardinnen, blijkbaar uitsluitend een vrouwenberoep, stonden niet in hoog aanzien. Ze hadden de naam prostitutie en misdaad te bevorderen. Vroeg een waardin geen granen als betaling voor bier, maar zilver, of schonk ze te weinig bier in, dan werd ze verdronken. Ook het verbergen van gezochte misdadigers werd met de dood bestraft. Het "op de pof" verteren in de kroegen was toegestaan, men betaalde in de oogsttijd zijn schuld met gerst. Zilver was geen geldig betaalmiddel.

### De familie
De overgang van de tempeleconomie naar een economie op basis van privébezit had ook gevolgen voor de samenleving in het land. Door de individualisering van bezit en productie verloren de voormalige stammen, gemeenschappen en de grotere familie aan betekenis. De directe familie met kinderen, bijvrouwen en slaven waren de basis van de maatschappij geworden. Deze maatschappelijke ontwikkeling kreeg ook haar weerslag in de rechtspraak. Zo liet Hammurabi vele wetten na rond het thema familie en huwelijk.
Er was weliswaar geen gelijkheid tussen man en vrouw, maar Hammurabi verleende vrouwen talrijke rechten. Een vrouw mocht zelfstandig rechtshandelingen uitvoeren, zoals koop en verkoop en ruiltransacties. Ook was het vrouwen toegestaan leningen te verstrekken.
Het huwelijk was alleen dan geldig wanneer een huwelijksovereenkomst afgesloten werd. Deze overeenkomst was zeer belangrijk in vermogenskwesties. Betrapte een man zijn vrouw op overspel, dan werden de vrouw en haar minnaar vastgebonden in het water gegooid en daardoor ter dood veroordeeld. De bedrogen echtgenoot kon zijn vrouw echter ook het leven schenken als hij dat wilde. Een vrouw kon onrechtvaardige beschuldigingen ontkrachten door zich te onderwerpen aan een godsoordeel (in de rivier geworpen worden). De doodstraf wachtte ook de man die een maagd in het huis van haar vader verkrachtte.
Er bestonden voor getrouwde vrouwen verschillende mogelijkheden om zich van hun man te scheiden. Als de man in dienst van de koning lange tijd afwezig was of in krijgsgevangenschap zat, dan kon de vrouw een andere man nemen, als dit de enige mogelijkheid was om voor haar familie te zorgen. Keerde de eerste echtgenoot terug, dan moest de vrouw haar tweede man verlaten en in het eerste huwelijk terugkeren. Als de man zijn woning en zijn vrouw zou verlaten, dan was de vrouw niet gedwongen naar haar echtgenoot terug te keren, als hij weer zou opduiken.
Een vrouw kon het echtelijke huis ook verlaten als de man een verdorven leven leidde. Zij kon dan tegen de man zeggen: "Raak me niet aan!" In een aansluitend proces werd dan geoordeeld over de echtscheiding. Kreeg de vrouw gelijk, dan kon zij haar bruidsschat meenemen en naar haar vader terugkeren. Een man kon zich eenvoudiger laten scheiden. Hij kon zijn vrouw verstoten, maar moest haar dan wel haar bruidsschat meegeven. Als ze kinderen had, dan moest hij ook nog tuinen en velden erbij geven, zodat zij in het onderhoud van haar kinderen kon voorzien. De mogelijke gevolgen van een scheiding werden in de huwelijksovereenkomst afgesproken. Sommige contracten waren voorzien van harde straffen; in het geval dat een vrouw brak met haar man, dan kon ze tot de dood of tot slavernij veroordeeld worden. De straf voor de man was veel milder, hij kon met zilver zijn straf voldoen wanneer hij van zijn vrouw af wilde.
Het afbreken van verlovingen wordt in enkele paragrafen geregeld. Verbrak de bruidegom de verloving, dan verloor hij ook de aan de vader van de vrouw betaalde bruidsschat. Verbrak de vader van de bruid de aangegane verbintenis, dan moest hij de dubbele bruidsschat betalen. De Babyloniërs vonden het belangrijk het voortbestaan van de familie te waarborgen. Als er geen kinderen, ofwel mannelijke nakomelingen waren, dan kon door adoptie de familie verder behouden blijven. Er konden vrije burgers, maar ook slaven geadopteerd worden. De geadopteerden konden in de erfenis delen, indien er verder geen kinderen in de familie waren. Geadopteerde kinderen konden door hun vader verstoten worden. Ze kregen echter wel een aandeel in de erfenis, wanneer de vader ondertussen natuurlijke erfgenamen gekregen had. Moord op echtgenoten en incest werd zeer hard gestraft; de straffen wisselen van verbanning tot de doodstraf.

### Erfrecht
Hammurabi regelde in zijn wetverzameling ook het erfrecht. Testamenten zoals wij ze kennen, bestonden in die tijd nog niet. In de regel gold de erfopvolging van vader op zoon. Een man kon echter door het opstellen van een oorkonde zijn vrouw tot erfgenaam verklaren. De zonen stonden dan in eerste instantie met lege handen. De moeder kon vervolgens als naaste erfgenaam die zoon verklaren, die zij het meeste liefhad.

### Zoogsters
Er zijn veel "zoogcontracten" gevonden, waarin de rechten en plichten van zoogsters bepaald werden. Toentertijd werden kinderen tot aan het derde jaar gezoogd. De zoogsters kregen daarvoor zilver, voedsel, olie e.d. als loon uitbetaald. Kon een familie het gevorderde bedrag niet betalen, dan kon de zoogster het kind behouden, en de natuurlijke ouders moesten bovendien het afgesproken zilver betalen.

### Lichamelijk letsel
De wetten van Hammurabi worden tegenwoordig als voorbeeld van harde straffen genoemd, men spreekt van "oog om oog, tand om tand". Dit zogeheten talioprincipe (Ius talionis) werd echter alleen bij lichamelijk letsel toegepast. Als iemand een ander verwondde, dan werd deze met dezelfde verwonding bestraft. Andere volkeren in dit tijdvak oefenden deze straffen niet uit, zij gebruikten hiervoor geldboetes. Werd de slaaf van een vrije burger verwond, dan was de straf de helft van de aanschafprijs van de slaaf. De rechters beoordeelden in zulk geval de verwonding als waardeverlies.

### Aansprakelijkheid
Ook de aansprakelijkheid van sommige beroepsgroepen werd geregeld. Zo leidden dokters en handwerkers gevaarlijke levens, als door hun toedoen iemand verwond of gedood werd. Stierf een patiënt na een operatie, of werd hij zwaar gehandicapt, dan kon bij de dokter als straf een hand geamputeerd worden. Ook hier bestond er een verschil bij de strafbepaling: als het slachtoffer een gewone burger was, was een geldboete het gevolg. Stierf een slaaf na een behandeling, dan moest de dokter een slaaf als vervanging aanbieden. Ook een bouwvakker moest genoegdoening leveren voor schade. Stortte een huis in en kwam de eigenaar daardoor om het leven, dan verloor de bouwvakker zijn eigen leven als straf. Het huis moest bovendien opnieuw gebouwd worden en de beschadigde huisraad moest vervangen worden. Kwam bij de instorting een slaaf om het leven, dan moest de bouwvakker een nieuwe slaaf als vervanging aanbieden.

### Slaven (ardu)
Aan het einde van de wetteksten volgen bepalingen over de positie van slaven. Men kon op verschillende gronden slaaf worden. Krijgsgevangenen, veroordeelde misdadigers en mensen met problematische schulden  konden in slavernij vallen. Ook familieleden werden in de slavernij verkocht, om schulden in te lossen. Er waren tweemaal zoveel slavinnen als slaven, omdat voornamelijk vrouwen in het huishouden werkzaam waren. Op de velden van de kleine boeren werkten nauwelijks slaven, omdat ze te duur waren voor de families. Slaven werden ook als nevenvrouw aangeschaft, in het geval dat de echtgenote kinderloos bleef. Een slavenhandelaar moest ook een garantie voor zijn slaven afgeven. Werd de slaaf binnen vier weken ziek, dan kon de koop ongedaan gemaakt worden. Er bestonden bij Hammurabi maar een paar redenen om een slaaf vrij te laten. Een schuldslaaf kwam na drie jaar vrij. Een slavin kon drie jaar na de dood van haar eigenaar vrijgelaten worden, als zij hem kinderen gebaard had. Ook door adoptie kon een slaaf de vrijheid krijgen. Een slaaf kon eigendom verwerven en zelf slaven houden.